# Maison au 9, rue Hommaire-de-Hell à Altkirch
La maison au 9, rue Hommaire-de-Hell est un monument historique situé à Altkirch, dans le département français du Haut-Rhin.

## Localisation
Ce bâtiment est situé aux 9, rue Hommaire-de-Hell et 3, place des Rois à Altkirch.

## Historique
L'édifice fait l'objet d'une inscription au titre des monuments historiques depuis 1937.